# José Maria de Sousa Horta e Costa

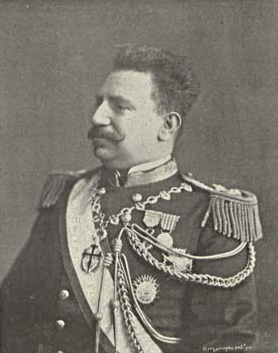
José Maria Horta e Costa

José Maria de Sousa Horta e Costa (Santa Comba Dão, Santa Comba Dão, 20 de Outubro de 1858 - 21 de Setembro de 1927) foi um militar português.

## Biografia
Filho de Miguel Maria de Sousa Horta Almeida e Vasconcelos, 2.º Barão de Santa Comba Dão, e de sua segunda mulher Maria da Glória da Costa Brandão e Albuquerque, irmã do 1.º Visconde de Ervedal da Beira.[carece de fontes?]
Foi governador de Macau em duas oportunidades (entre 24 de Março de 1894 e 12 de Março de 1897 e entre 12 de Agosto de 1900 e 1902) e o 113.º Governador da Índia Portuguesa, entre 1907 e 1910. Foi o último governador da Índia antes da Proclamação da República Portuguesa.